# Église Saint-André (Le Bizet)
Pour les articles homonymes, voir Église Saint-André.
L'église Saint-andré du Bizet est une église paroissiale située au Bizet, section de la commune de Comines-Warneton dans la province de Hainaut en Belgique.  

## Histoire
Il s'agit de l'église la plus récente de Comines-Warneton dont la première construction date de 1906. Elle a été détruite durant la Première Guerre mondiale. Elle est reconstruite en 1924 selon les plans de l'architecte Jules Coomans qui est également l'auteur de la reconstruction de l'église Saint-Chrysole de Comines et de la cathédrale Saint-Martin d'Ypres. De style néogothique, elle est réalisée en briques et pierres de taille et comprend deux bas-côtés, une nef centrale de cinq travées, un transept, un chœur à cinq pans bordés de chapelles à pans coupés. 

## Particularités
- Style épuré de l'architecture intérieure.
- Orgue pneumatique à deux claviers et pédalier construit par Jules Annessens vers 1930.